# اریتریتول
اریتریتول (به انگلیسی: Erythritol) ترکیبی آلی است که به عنوان افزودنی غذایی و جایگزین شکر استفاده می‌شود. اریتریتول دارای ۶۰ الی ۷۰ درصد شیرینی شکر اما بدون کالری است؛ چنانچه بر قند خون تأثیری نداشته و منجر به پوسیدگی دندان نمی‌شود.